# Département de la Maison Impériale
Le Département de la Maison Impériale (chinois : 內務府 ; chinois simplifié : 内务府 ; pinyin : Nèiwùfǔ ; en mandchou ᡩᠣᡵᡤᡳ ᠪᠠᡳᡨᠠ ᠪᡝ ᡠᡥᡝᡵᡳ ᡴᠠᡩᠠᠯᠠᡵᠠ ᠶᠠᠮᡠᠨ  est une institution chargée de gérer les affaires familiales de l'empereur (cour intérieure de la Cité interdite) sous la dynastie Qing qui a régné sur la Chine du 17e siècle au début du 20e siècle. 

## Création
Le Département de la Maison Impériale est créé avant la chute des Ming lorsque les chefs de tribu Jürchen obtiennent à titre personnel le monopole du commerce du ginseng et la privatisation de certaines terres. Mais il ne prend de l'importance qu'à compter de sa formalisation par le régent Ebai en 1661 à la suite de la mort de l'empereur Shunzhi et de l'avènement de son fils, l'empereur Kangxi. L'officialisation du département est un moyen de limiter le pouvoir politico-économique des eunuques (ceux-ci avaient détenu  le pouvoir réel durant les dernières décennies de la dynastie Ming et avaient été en partie à l'origine de la chute de cette dynastie) qui semblait pour Ebai sur le point de renaitre. Les membres du département étaient des serviteurs-liges faisant partie des Trois Bannières Supérieures et d'une des ethnies jürchen, mongole, coréenne ou chinoise/han. Quelques eunuques avaient été conservés pour le service personnel de l'empereur.

## Rôle
Le Département de la Maison Impériale  est chargé de gérer les affaires internes de la famille impériale ainsi que les activités de la cour intérieure la Cité interdite. Le département joue également un rôle important dans les relations des Qing avec le Tibet et la Mongolie. Il est engagé dans des activités commerciales (jade, ginseng , sel, fourrures, etc.) et  dirige des usines textiles dans la région de Jiangnan et publie même des livres. Ses relations avec les surintendants du sel et les marchands de sel, tels que ceux de Yangzhou, sont particulièrement lucratives, d'autant plus qu'elles sont directes ne subissent par les prélèvements des structures bureaucratiques intermédiaires. A la fin du 18e siècle le Département de la Maison Impériale est devenu une organisation bureaucratique d'une taille considérable avec des effectifs se montant à 1 600 fonctionnaires et un nombre indéterminé d'hommes à tout faire. 